# Parque Estadual Itaberaba
O Parque Estadual Itaberaba localiza-se no sul do Estado de São Paulo, entre os municípios de Arujá, Guarulhos, Mairiporã, Nazaré Paulista, Santa Isabel, criado pelo Decreto Nº. 54.746/2009 em 30 de março de 2010. É um importante corredor ecológico entre a Serra da Cantareira e a Serra da Mantiqueira, preservando importantes remanescentes da Mata Atlântica. Dado isso, é habitat de inúmeras espécies ameaçadas de extinção no estado de São Paulo e protege nascentes de importantes bacias hidrográficas que abastecem o Sistema Cantareira.